# Нижневычегодский диалект коми языка
Нижневычегодский диалект — одно из наречий коми-зырянского языка. Распространён среди нижневычегодцев, субэтноса коми, в среднем течении реки Вычегды и вдоль её притока Пожег, в Сыктывдинском и Усть-Вымском районах. Относится к группе вэ-эловых диалектов.

## Лингвогеография
Диалект неоднороден. Выделяются четыре группы говоров. Жешартско-гамский говор охватывает территорию Жешартского, Гамского, Айкинского, частично Кожмудорского и Усть-Вымского сельсоветов. Коквицкий говор распространён в деревнях Коквицы, Сюлатуй, Ипа, Назар, Лыаты и в селе Кожмудор Кожмудорского поселения. Палевицко-пожегодский говор бытует на территории Палевицкого и Слудского сельсоветов. Часовской говор распространён в селе Часово, деревнях Большая Слуда и Малая Слуда.

## История
На формирование диалекта повлияли прибалтийско-финские говоры, в нём содержится более 50 заимствований из вепсского и карельского языков. Диалект исследовался Д. Фокошом-Фуксом и В. И. Латкиным и А. С. Сидоровым. Со середины XX века диалект является объектом отдельного изучения. В. А. Сорвачева провела его системное описание.

## Лингвистическая характеристика

### Фонетика
Относится к группе вэ-эловых диалектов. После гласных и и э и после мягких согласных в суффиксальных слогах употребляются и и э вместо ы и ӧ в литературном языке (тээн вместо тэӧн — «тобою»). В начале слогов перед гласными и и э согласный г переходит в дь, а согласный к — ть (дез — «веревка»).

### Морфология
В некоторых говорах диалекта инфинитив имеет вариант -нӧ (-нэ) (солавнӧ — «посолить»). Встречается форма множественного числа инфинитива (юныяс — «пить»). Повелительная форма и отрицательный глагол прошедшего времени имеет звук и, в то время как для литературного языка характерен звук э (из шу — «он не сказал»).